# Јасмина Милосављевић
Јасмина Јасна Милосављевић (рођена 13. фебруара 1958. у Београду) је некадашња југословенска и српска кошаркашица. Играла је на позицији центра и најзначајније успехе доживела у Црвеној звезди, а била је једна од најзаслужнијих за победу у финалу Купа шампиона 1979. године постигавши 30 поена.

## Каријера
Сјајни центар је са црвено-белим тимом освојила титулу шампиона Европе 1979. године, седам титула шампиона Југославије (1973, 1976, 1977, 1978, 1979, 1980. и 1981. године) и пет националних купова (1973, 1974, 1976, 1979. и 1981. године).
Једну од најбољих партија у каријери пружила је када је било најважније – у финалу Купа европских шампиона у шпанској Ла Коруњи 1979. године, када је у тријумфу против мађарске екипе БСЕ из Будимпеште постигла 30 поена, колико је убацила и Зорица Ђурковић. Звезда је са Јасном у тиму играла још једно финале Купа шампиона 1981. године, али је совјетска Даугава славила са 83:65 и освојила још једну титулу првака Старог континента.

### Репрезентација
Јасна је играла и за сениорску репрезентацију Југославије, али не на великим европским и светским такмичењима. На Европском шампионату за јуниорке 1977. године била је други стрелац тима (иза Биљане Мајсторовић), а пета на турниру са 13,1 поеном по мечу (92 поена на седам утакмица). У екипи која је заузела четврту позицију играле су и Наталија Бацановић, Јасмина Калић, Споменка Мрђеновић и друге.